# Une éducation manquée
Personnages
- Gontran de Boismassif, soprano « en travesti » ou ténor
- Hélène de la Cerisaie, soprano
- Maître Pausanias, basse

Une éducation manquée est une opérette en un acte et neuf scènes d'Emmanuel Chabrier, sur un livret en français d'Eugène Leterrier et d'Albert Vanloo. Composée entre 1878 et 1879, cette opérette est du style léger et vivant dans lequel Chabrier excellait, et qu'il avait perfectionné dans L'Étoile un an et demi plus tôt. L'œuvre fut très appréciée de Ravel, Hahn et Messager parmi d'autres.
L'ouvrage est créé le 1er mai 1879 lors d'une soirée organisée au « Cercle de l'Union Artistique » à Paris, avec un accompagnement au piano par Chabrier lui-même. L'œuvre est reprise en 1913 au Théâtre des Arts, avec une direction de Gabriel Grovlez. La production de 1924 de Diaghilev, dirigée par André Messager, avec des décors de Juan Gris, inclut des récitatifs de Darius Milhaud remplaçant les parties parlées. Milhaud y inclut également un air qu'il a composé pour le personnage d'Hélène, et pour lequel il s'est inspiré d'une mélodie qu'il a trouvée dans un manuscrit de Chabrier (les Couplets de Mariette, non-publiés).
La première représentation à l'Opéra-Comique, dirigée par Roger Désormière, a lieu en 1938, et est suivi d'une cinquantaine d'autres dates jusqu'en 1946. L'œuvre reste depuis occasionnellement reprise, avec, parfois, le rôle de Gontran transposé pour ténor.

## Distribution de la création
| Rôles                 | Voix                    | Création, 1er mai 1879 Accompagnement au piano par l'auteur |
| --------------------- | ----------------------- | ----------------------------------------------------------- |
| Gontran de Boismassif | Soprano « en travesti » | Jane Hading                                                 |
| Hélène de la Cerisaie | Mezzo-soprano           | Mme Réval                                                   |
| Maître Pausanias      | Basse                   | Louis-Auguste Morlet                                        |

## Argument

### Scènes 1 et 2
Arrivant directement de leur mariage, le jeune Comte Gontran et sa femme Hélène, sont dans l'attente de conseils pour leur mariage et leur nuit de noces. Hélène sort du couvent, et Gontran sort de chez son précepteur, Maître Pausanias, qui lui a tout appris, sauf précisément les choses de l'amour et du mariage. Celui-ci arrive, un peu éméché (« Ce vin généreux, j'en ai pris d'abord un verre »), et annonce à Hélène que sa tante est prête à la recevoir dans sa chambre. Il annonce également à Gontran que son grand-père, malade, n'a pu se déplacer, mais qu'il lui a écrit une lettre, que Pausanias lui remet.

### Scène 3
Gontran, seul, lit la lettre de son grand-père (« Mon enfant, ton vieux grand-père ») qui se termine sans que Gontran ait pu apprendre quoi que ce soit quant à ses interrogations présentes. Désespéré, il fait rappeler son précepteur pour lui demander des conseils sur sa nuit de noces.

### Scène 4
Hélène revient de son entretien avec sa tante, une vieille fille, dont le seul conseil a été d'être gentille et obéissante envers son mari. Après un duo (« Eh bien, ma chère, à son mari »), ils échangent un baiser mais réalisent qu'il doit y avoir quelque chose d'autre à faire pour être mari et femme...

### Scènes 5 et 6
Hélène, qui a sommeil, se retire dans sa chambre, alors que Maître Pausanias revient enfin. Gontran se plaint et l'accuse de ne pas lui avoir enseigné une éducation complète, mais Pausanias s'en défend, insistant sur le fait qu'il a enseigné à Gontran l'hébreu, l'hindou, l'algèbre, la chimie, le grec, la trigonométrie, la métaphysique, la thérapeutique, la mécanique, la dialectique, l'esthétique, les statistiques, la mythologie, la métallurgie, etc. (« Après vous avoir saturé d'hébreu »). Gontran rétorque à chaque fois que ça ne suffit pas. Enfin, Pausanias admet qu'il ne sait pas répondre, car il est trop occupé, et que ce n'est pas au programme des études. Il sort pour aller s'informer auprès d'un confrère, en promettant de revenir rapidement.

### Scènes 7 et 8
Gontran, seul à nouveau, peste contre son précepteur et, alors qu'une tempête éclate, avoue sa frustration (« Lorsque le ciel se couvre ainsi »). Lorsque le tonnerre retentit, Hélène se précipite dans la pièce, en chemise de nuit légère, et explique qu'elle a peur de l'orage. Gontran est troublé par sa beauté et par l'attraction qu'il ressent pour elle dans cette tenue, et lui dit que le meilleur moyen se ne plus avoir peur est de rester proche l'un de l'autre et de se tenir la main (« Faisons-nous petits »). Alors qu'ils s'approchent de plus en plus, ils finissent par s'embrasser encore et encore, et trouvent enfin les réponses à leurs questions...

### Scène 9
Les deux jeunes mariés sont interrompus par Pausanias, qui revient, trop tard, avec la réponse qu'on attendait de lui. Gontran lui ordonne de partir car il n'a plus besoin de lui. Demandant l'indulgence de l'audience, et après une courte reprise du duo précédent, le rideau tombe.

## Discographie
- Emmanuel Chabrier : Une éducation manquée, avec Liliane Berton (Hélène), Jane Berbié (Gontran) et Jean-Christophe Benoît (Pausanias), Pathé-Marconi (enregistré à Paris, salle Wagram, en février 1965), réédition CD  EMI France (5 65155 2, 1994) avec « Quatre mélodies » : Ballade des gros dindons, Les Cigales, Pastorale des cochons roses et Villanelle des petits canards ;
- Emmanuel Chabrier : Une éducation manquée, avec Brigitte Desnoues (Hélène), Mireille Delunsch (Gontran) et Jean-Louis Georgel (Pausanias), Arion (enregistré à l'Opéra de Strasbourg, en septembre 1992, ARN 68252, 1993) avec Fisch-Ton-Kan et Vaucochard et Fils Ier.

## Source
- (en) Cet article est partiellement ou en totalité issu de l’article de Wikipédia en anglais intitulé « Une éducation manquée » (voir la liste des auteurs).